# アールエスタイチ
株式会社アールエスタイチは、大阪府東大阪市に本社を置くオートバイ用品の企画製造・輸出入・販売を行う企業である。

## 概要
元モトクロスライダーである吉村太一が、ライダーと価値観を共有する店をコンセプトにスタートしたもので、TAICHIブランドのレーシングスーツ、ジャケット・パンツ、グローブ、シューズを中心に展開している。輸出先はアジア、ヨーロッパ、北米、アフリカと多岐にわたる。提携ブランドとしてHJC、EVS、Troy Lee Designsを取り扱っており、かつてはXPD(SPIDI)、OXFORD、ALPINESTARS、MAXIMA oil、No Fearの輸入代理業も行っていた。
ブランドの歴史はオフィシャルサイトに詳しい記述がある。

## 沿革
- 1975年 - 第1号店オープン
- 1976年 - オートバイ用品製造開始
- 1977年 - アルパインスターズと日本総販売代理店契約締結
- 2015年 - 本社を大阪府大東市から同府東大阪市に移転。同市に物流拠点を設置
- 2022年 - 東大阪市川俣に本社移転。
- 2024年 - 健康経営優良法人2024(中小規模法人部門)の認定。

## 直営店
- TAICHI FLAGSHIP STORE （大阪府大東市）

## 契約ライダー（過去のものも含む）
- 秋吉耕佑
- 小山知良
- 青木宣篤
- 手島雄介
- 大崎誠之
- 児玉勇太
- 新庄雅浩
- 谷誠二郎
- 津田一磨
- 八代俊二
- 北川圭一
- 伊丹孝裕
- 宮崎敬一郎
- 太田安治
- 左嵜啓史
- 加藤大治郎
- 阿部典史
- ケビン・シュワンツ
- ロン・ハスラム
- ババ・ショバート
- ニール・マッケンジー

## その他
- 阪奈の本店はライダーが集まり峠道のふもとで緑を見ながら語らえるようにということで現在の場所にある、そのため駐車場には現在も木が植えられている。
- 社章のデザインは「矢印」と思われていることが多いが、平行四辺形に創業者のイニシャルであるTを配置したデザインである。これは物事には様々な視点が存在するということを表現している。